# دامن جان (سراب)
دامن‌ جان هي قرية في مقاطعة سراب، إيران. عدد سكان هذه القرية هو 1,732 في سنة 2006.